# Fern (Wisconsin)
Fern – miasto w Stanach Zjednoczonych, w stanie Wisconsin, w hrabstwie Florence.